# Sandgatan

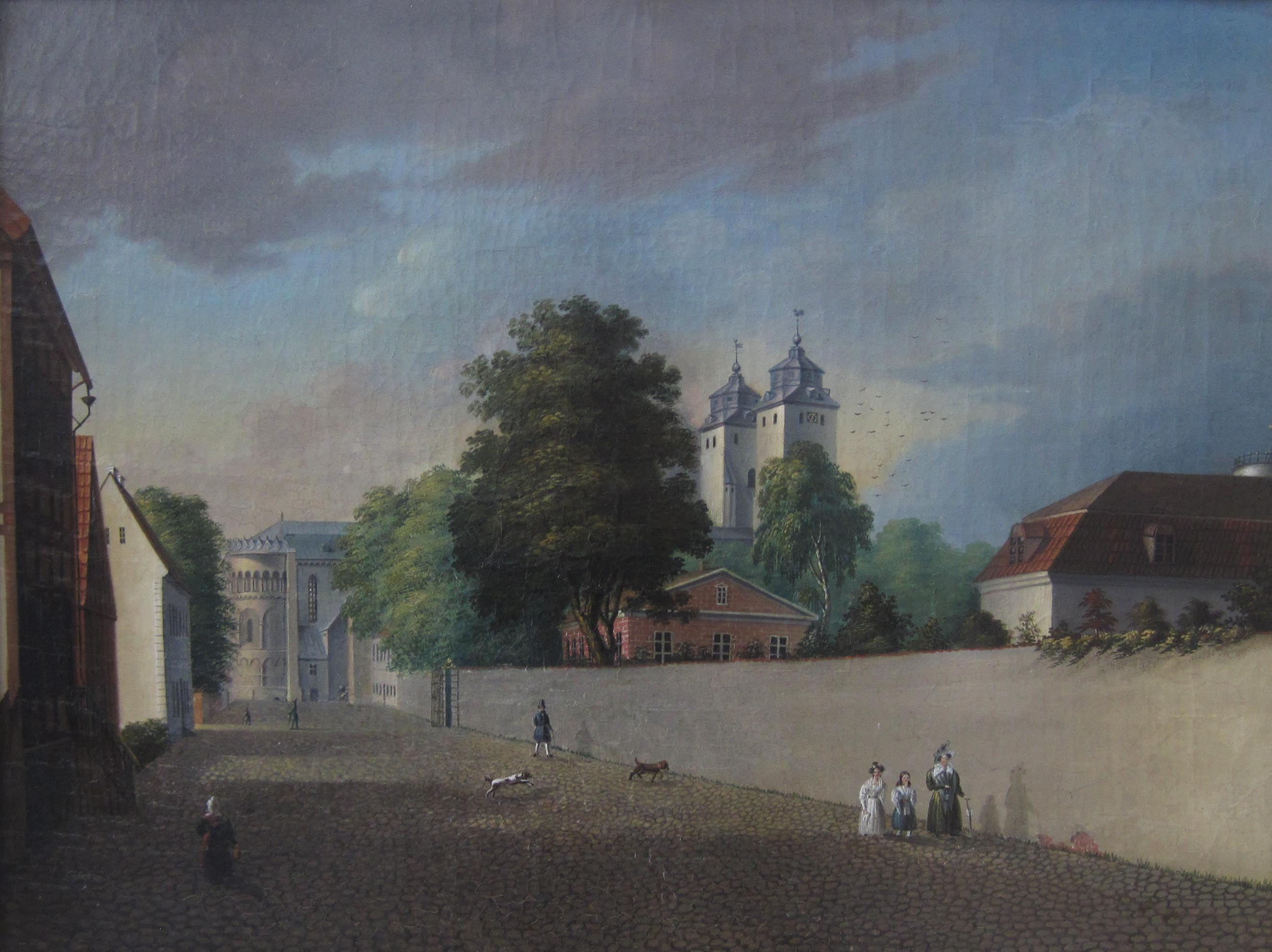
Sandgatan och Lunds domkyrka år 1832 eller 1833 målad av Joseph Magnus Stäck. Muren mot den botaniska trädgården (nuvarande Universitetsplatsen) fanns kvar till 1842 och Kungshuset (till höger) har ännu ej fått sin påbyggnad. Till vänster nedanför detta låg den så kallade "Nya Akademien", byggd 1800 och vanligen kallad "Kuggis"; byggnaden revs 1897. På samma sida av gatan skymtar också det så kallade Svarta konsistoriet. Korsvirkeshuset med den höga stentrappan är stadskomminister Ljunggrens hus.

Sandgatan är en gata i Kulturkvadranten i Lunds stadskärna. Gatan härstammar från 900-talet. Den löper mellan Lundagård och Biskopsgatan. Längs gatan ligger flera byggnader som hör till universitetet.
På kartor från 1700-talet kallas den del av gatan som ligger norr om Paradisgatan för Helenegatan. Sedan 1800-talet kallas dock hela gatan för Sandgatan. 
Under 1800-talet räknades Sandgatan som Lunds "paradgata"med Gamla Biskopshuset som gatans avslutning norrut. Universitetshuset och Universitetsplatsen kom att anläggas vända mot AF-borgen och Sandgatan. 1980 stängdes gatan söder om AF-borgen till Kungsgatan för biltrafik och gatubeläggningen revs upp. Sedan dess sträcker sig Sandgatan från Biskopsgatan till en vändplats framför AF-borgen.

## Archaeologicum (Sandgatan 1)
Archaeologicum på Sandgatan inrymmer institutionen för arkeologi och antikens historia vid universitetet.

## AF-borgen (Sandgatan 2)
AF-borgen, eller Akademiska Föreningens hus, i Lundagård har sedan byggnationen 1850–1851 varit navet i det akademiska hjulet i Lund. Byggnaden ritades av arkitekten Hans Jakob Strömberg i romansk stil 1848. Byggnaden har sedan utökats i etapper.

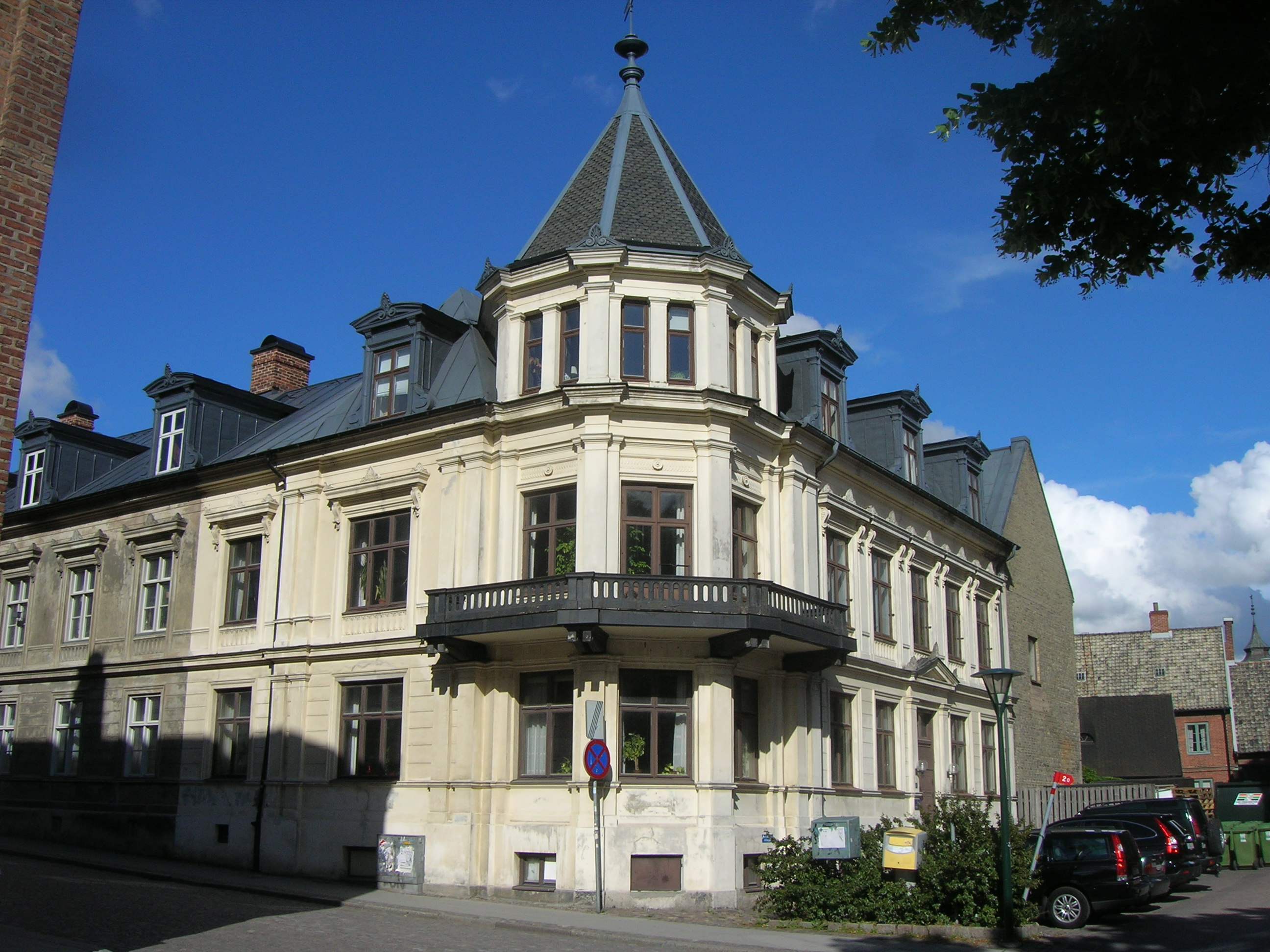
Palais d'Ask.

## Palais d'Ask (Sandgatan 4)
Palais d'Ask [palle dask] är en byggnad belägen vid Sandgatan, norr om AF-borgen. Den norra delen är äldst och uppfördes 1834 medan den södra delen tillkom 1885 efter ritningar av Helgo Zettervall. Vid uppförandet av den södra delen erhöll också den norra samma fasaddekor, vilken ansluter till den av Zettervall ritade universitetsbyggnaden från 1882.
Byggnaden har sitt namn av att ett flertal medlemmar av den prominenta akademikersläkten Ask bott i den. Den norra halvan av huset inrymmer i dag privatbostäder. Den södra halvan inrymmer kontorslokaler och ägdes fram till våren 2007 av Akademiska Föreningen, varefter den såldes till en privat köpare.

## Zettervallska villan (Sandgatan 14)
Zettervallska villan är en byggnad vid Sandgatan vilken arkitekten Helgo Zettervall år 1871 efter egna ritningar lät uppföra åt sig själv som bostadshus och ritkontor. Villan ligger granne med Johan Henrik Thomanders studenthem.
Under många år bodde major Josef Thulin och hans hustru i villan medan de drev "Sydsvenska gymnastikinstitutet för kvinnliga elever" med utbildning av sjuk- och friskgymnaster i det intilliggande s.k. "Lufthopperiet". Den stränge majoren såg till att grindarna vid gatan låstes före mörkrets inbrott. "Lufthoppen" syftar antingen på de akrobatiska övningar som eleverna ägnade sig åt för att svinga sig över det höga staketet till grannen, Johan Henrik Thomanders studenthem för gossar, eller helt enkelt på grund av övningarna i gymnastiksalen i huset intill.
Villan är idag en bostadsrättsförening (Brf Helgo) som består av fyra lägenheter, varav tre återfinns i den så kallade "italienska längan" (tidigare tjänstefolkets bostäder och stall) bakom villan. Där finns också en för Lund unik trädgård med växter som i normala fall återfinns på betydligt sydligare breddgrader.
Villan ligger djupt indragen från gatan, vid vilken det finns ett järnstaket med betongpelare. Framför villan finns en buxbomsträdgård med fontän i mitten. Huset är byggnadsminne sedan år 1976.

## Johan Henrik Thomanders studenthem (Sandgatan 16)
Johan Henrik Thomanders studenthem instiftades 1895. Det ligger på Sandgatan, granne med Zettervallska villan. Under hela 1900-talet betydde "hemmet", som det kallas i folkmun, mycket för Lunds unga kulturliv.